# 奧地利的瑪麗亞·安娜
瑪麗亞·安娜（英語：Maria Anna，1683年9月7日—1754年8月14日）是葡萄牙王后和神圣罗马帝国的奥地利公主。她的丈夫是葡萄牙国王若昂五世。瑪麗亞·安娜的父亲是神圣罗马皇帝利奥波德一世。
1708年，她(26歲)和若昂五世(18歲)结婚。这是一场政治婚姻。早于1703年，神圣罗马帝国在西班牙王位繼承戰爭中得到葡萄牙的支持和加入奥格斯堡同盟一方。玛丽亚·安娜和若昂五世的婚姻更进一步发展了哈布斯堡王朝和葡萄牙王室的关系。她婚后诞下六个孩子，其中包括两名葡萄牙国王。